# Albireo
Albireo (beta Cygni) is een heldere ster in het sterrenbeeld Zwaan.
De ster staat ook bekend als Albiero. De naam Albireo stamt (hoewel hij met "Al" begint) niet uit het Arabisch, de Arabieren noemden de ster Al Minhar al Dajajah, wat "bek van de hen" betekent.
De ster is met een relatief kleine vergroting al te zien als een dubbelster met sterk contrasterende kleuren van beide sterren: geel en blauw. De schijnbare magnitude van beide componenten is 3,2 en 5,3.
Na studie van de radiële snelheid en 
eigenbeweging van de helderste sterren is te verwachten dat Sirius, de helderste ster, van ons af zal gaan bewegen en schijnbaar zwakker wordt en dat Albireo over vijf miljoen jaar de helderste ster aan de hemel zal zijn.

## Nova nabij Albireo
Op 20 juni 1670 verscheen een nova (CK Vulpeculae) nabij Albireo, aldus vermeld door de Carthusiaanse monnik Anthelmus van Dijon. Deze nova verdween twee jaren later na tal van afnemende en toenemende helderheden. De locatie van de nova werd door Hind ontdekt in 1852, en bestaat nog steeds als een uiterst zwakke ster van magnitude 10 of 11.

## Winter Albireo
De dubbelster h 3945 in de Grote Hond kreeg de bijnaam Winter Albireo dankzij de contrasterende kleuren van beide componenten in dit stersysteem. h 3945 ziet er door een telescoop uit als een replica van Albireo.

## Declinatie
Albireo heeft, met +28°, dezelfde declinatie als deze van Pollux (β Geminorum).